# Калашников, Пётр Иванович
Пётр Ива́нович Кала́шников (1828 — 20 мая 1897, Луга) — автор и переводчик оперных либретто.

## Биография
Сын Ивана Тимофеевича Калашникова, старший брат Ильи Ивановича Калашникова, двоюродный племянник Константина Петровича Масальского. В 1853 году был сотрудником журнала «Сын Отечества», помещая небольшие рассказы; написал принятые на императорскую сцену драмы: «Современный расчет на счастье» и «Паяц», а также либретто опер: «Нижегородцы» (муз. Э. Ф. Направника), «Домик в Коломне» (муз. Н. Ф. Соловьева) и новый текст к опере А. Н. Верстовского «Аскольдова могила». Петр Калашников перевел на русский язык либретто многих иностранных опер и кантат: «Фауст» Ш. Гуно, «Риголетто» Дж. Верди, «Гугеноты» Дж. Мейербера. Русские версии оперных арий «Сердце красавиц склонно к измене» и «Люди гибнут за металл» написал именно Калашников.
Скончался 20 мая 1897 года в Луге. Похоронен на Митрофаньевском кладбище Санкт-Петербурга.

## Сочинения
Представленный ниже список не является полным.

### Собственные сочинения
Драмы
- «Современный расчёт на счастье», драма в двух действиях[4]

Оперные либретто
- «Нижегородцы» Э.Ф. Направника, в пяти действиях[5][6] (1867, пост. 1868)
- «Домик в Коломне» Н.Ф. Соловьева, в двух действиях (по одноимённой поэме Пушкина)[7]
- «Савонарола»[8]
- «Аскольдова могила» А.Н. Верстовского, в четырёх действиях, переделанный текст[9]
- «Вражья сила» А.Н. Серова, в пяти действиях[10] (1871; по пьесе А.Н. Островского «Не так живи, как хочется»; совместно с Островским и А.Ф. Жоховым)[11]
- «Ермак» М.Л. Сантиса, в трёх действиях[12]

### Переводы
Драмы
- «Паяц, или странствующие комедианты», драма в пяти действиях[13]

Оперные либретто
- «Африканка»[англ.] Дж. Мейербера, в пяти действиях[14]
- «Волшебный стрелок» К.М. фон Вебера, в трёх действиях[15][16][17][18]
- «Гугеноты» Дж. Мейербера, в пяти действиях[19][20][21]
- «Дон Жуан» В.А. Моцарта, в двух действиях[22][23]
- «Дочь полка» Г. Доницетти, в двух действиях[24]
- «Иоанн Лейденский» («Пророк») Дж. Мейербера, в пяти действиях[25][20][26]
- «Королева Кипрская»[англ.] Ф. Галеви, в пяти действиях[27][17]
- «Лукреция Борджиа» Г. Доницетти, в трёх действиях[23][28]
- «Марта» Ф. фон Флотова, в четырёх действиях[29]
- «Наида» Ф. фон Флотова, в трёх действиях[30][31]
- «Непригожая» Э.Г. Адаевской[32][33][34]
- «Орфей» К.В. Глюка, в трёх действиях[35]
- «Проданная невеста» Б. Сметаны, в трёх действиях[36]
- «Риголетто» Дж. Верди, в четырёх действиях[37]
- «Травиата» Дж. Верди, в четырёх действиях[38][6]
- «Фауст» Ш. Гуно, в пяти действиях[39][6][40]

Прочее
- «Легенда о святой Елизавете», оратория Ф. Листа[41][42]
- «Странствование Розы» Р. Шумана[43]